# Михали (Калузька область)
Михали (рос. Михали) — присілок в Ізносковському районі Калузької області Російської Федерації.
Населення становить 97 осіб. Входить до складу муніципального утворення Присілок Михали.

## Історія
Від 2004 року входить до складу муніципального утворення Присілок Михали

## Населення
| 2002 | 2010 |
| ---- | ---- |
| 153  | ↘97  |